# Rieupeyroux
Rieupeyroux é uma comuna francesa na região administrativa de Occitânia, no departamento de Aveyron. Estende-se por uma área de 54,81 km². Em 2010 a comuna tinha 2 032 habitantes (densidade: 37,1 hab./km²).